# Augustines de la Miséricorde de Jésus
Die Augustines de la Miséricorde de Jésus (französisch für „Augustinerinnen von der Barmherzigkeit Jesu“), mit vollem Namen Chanoinesses régulières hospitalières de la Miséricorde de Jésus, sind ein römisch-katholischer Frauenorden, der sich 1957 durch die Vereinigung von 14 selbständigen Häusern der Augustines hospitalières in Kanada bildete. Außerdem gehören drei Häuser in Paraguay zu dieser Vereinigung.

## Geschichte
Der Ursprung des Ordens liegt im 17. Jahrhundert. 1608 begann die Besiedlung der Kolonie in Québec, die von den Jesuiten seelsorgerlich betreut wurde. 1625 baten sie um Zusendung von weiblichen Ordensleuten, um die Erziehung der Mädchen und die Krankenpflege zu übernehmen. 1639 kamen drei Augustinerinnen aus Dieppe in Frankreich zusammen mit einigen Ursulinen nach Kanada, sie waren die ersten Ordensfrauen in diesem Land. Unter ihnen befand sich die Mystikerin Marie-Christine de Saint-Augustin. Die Augustinerinnen gründeten mit Hilfe des französischen Königshauses das Krankenhaus Hôtel-Dieu de Québec. Es war das erste Krankenhaus nördlich von Mexiko. Schon in den ersten Jahren zeigte eine Pockenepidemie, wie dringend die Einrichtung der Schwestern war. Schon 1647 wurde auch eine Indianerin von den Huronen in den Orden aufgenommen.
Das Generalat des Ordens befindet sich heute in Sillery, Québec. Konvente befinden sich in Québec, Chicoutimi, Roberval, Gaspé und Dolbeau-Mistassini. 1996 gehörten insgesamt 350 Schwestern dem Orden an, 2016 waren es nur noch 105.